# 尖角蒲公英
尖角蒲公英（学名：Taraxacum pingue）是菊科蒲公英属的植物。分布在哈萨克斯坦、吉尔吉斯斯坦及俄罗斯以及中国大陆的新疆等地，生长于海拔3,300米的地区，一般生于高寒荒漠或高山草甸，目前尚未由人工引种栽培。